# Hyperthesis
Hyperthesis (altgriechisch Ύπέρθεσις) ist ein terminus technicus der Alt-Jerusalemer Liturgie und bezeichnet den Abschluss der großen Fastenzeit mit dem Freitag vor Palmsonntag. An diesem Tag wird die Übergangszeit zwischen der Quadragesima und der Feier der Karwoche liturgisch markiert. 

## Liturgische Bedeutung
Die Hyperthesis ist in der Tradition der Alt-Jerusalemer Liturgie besonders herausgehoben, da sie die Vorbereitung auf die zentrale christliche Feier des Osterfestes abschließt und damit eine Brücke zwischen der Bußzeit der Fastenzeit und der feierlichen Atmosphäre der Karwoche schlägt. Die liturgischen Schriften und Gesänge dieses Tages konzentrieren sich auf die Themen der Umkehr und der Erwartung der Passion Christi. Der Tag ist hierbei durch eigene Gebete und Lesungen gekennzeichnet, die den biblischen Bezug zur Vorbereitung auf den triumphalen Einzug Jesu in Jerusalem herstellten. Einige Quellen deuten darauf hin, dass dieser Freitag mit besonderen liturgischen Prozessionen verbunden war, welche die Gläubigen in die bevorstehende Heilige Woche einführen sollten.

## Historische Entwicklung
Die liturgische Praxis der Hyperthesis ist vor allem in der alten Kirche des Heiligen Landes bezeugt. Manuskripte und Pilgerberichte aus dem 4. Jahrhundert bis zum 6. Jahrhundert beschreiben die liturgische Praxis in Jerusalem, welche offenbar stark auf den topographischen Bezug zur Passion und Auferstehung Christi ausgerichtet war. Während die genaue liturgische Gestalt der Hyperthesis in späteren Jahrhunderten weitgehend verschwand, beeinflusste sie dennoch die Entwicklung der orthodoxen und byzantinischen Liturgie.
Einflussreich in der Erforschung der Hyperthesis ist die Analyse der Jerusalemer Perikopenordnung und des Egeria-Berichts, der Bericht einer Pilgerin aus dem 4. Jahrhundert, welche in ihrer Reisebeschreibung einige Hinweise auf die liturgischen Feiern des gegenständlichen Tages gibt.